# 毅進文憑
毅進文憑（英語：Diploma Yi Jin）是香港政府為取代毅進計劃而設的課程。由自資高等教育聯盟成員合辦，政府撥款資助發展。毅進文憑自2023／24學年起停辦，由應用教育文憑（DAE）取代。
全日制修讀年期為1年，兼讀制則視乎學員本身修讀的進度，一般可於兩年內完成。
全日制及兼讀制的學員均須在五個必修科目及三個選修科目分別取得整體評核及格，並在每個科目的出席率達最少80%，方符合畢業要求。
及格畢業將會獲得毅進文憑，等同於香港中學文憑試五科第2級的資格。
不論全日制或兼讀制學員必須於首次入讀課程起計五年內完成所有科目，否則不會獲發文憑。

## 資歷認可

### 結業水平
香港學術及職業資歷評審局已評定學員修畢毅進文憑課程後達到的水平，相當於香港中學文憑考試（下稱「中學文憑試」）5 科（包括中國語文和英國語文科）第2級的程度。完全修畢延伸數學選修單元的學員，其所持有的毅進文憑相當於中學文憑試5科（包括中國語文、英國語文和數學科）第2級的程度。
在2013/14至2023/24這十一個學年內開始修讀及成功修畢毅進文憑，屬資歷架構下第三級別的課程。

### 進修途徑
毅進文憑獲自資高等教育聯盟的成員院校接納為符合副學士和高級文憑或同等課程的入學資格。
修畢延伸數學選修單元的學員獲頒發的毅進文憑，更獲自資高等教育聯盟的成員院校接納為可報讀以中學文憑試5科（包括中國語文、英國語文和數學科）第2級程度的入學資格的課程。

### 就業前景
毅進文憑的資歷獲政府接納為符合超過30個以中學文憑試5科（包括中國語文和英國語文科）第2級成績為入職學歷的公務員職系的學歷要求，這些職級包括救護員、三級康樂助理員、助理外勤統計主任、二級懲教助理、海關關員、消防員、警員、郵務員、社會保障助理員、二級稅務督察及福利工作員等。而修畢延伸數學選修單元的學員獲頒發的毅進文憑，亦獲政府接納為符合報考以中學文憑試5科（包括中國語文、英國語文和數學科）第2級成績為入職學歷的公務員職系的要求，這些職級包括助理文書主任、助理稅務主任、助理貿易管制主任、二級地政督察及二級物料供應員等。

## 報讀資格
未滿21歲的人士，需要完成中六課程，才可報讀毅進文憑課程；年滿21歲的人士，不論學歷程度，均可報讀毅進文憑課程。

## 報名方法

### 全日制課程
毅進文憑全日制課程將分兩個階段招生。
第一階段：每年7月初有意報讀人士可於毅進文憑網頁瀏覽課程簡介，並透過上述網址辦理報名手續。全日制課程的所有學額，將以電腦隨機抽籤的方式分配，並非先到先得。
第二階段：每年7月20日開始，屆時個別院校將自行收生，有興趣報讀的人士可直接向有關院校申請。

### 兼讀制課程
相關院校在每月開辦兼讀制課程科目，報讀人士需要瀏覽院校網頁，選擇個人合適開課日期後，直接向有關院校索取報名表格，並依照該院校的指示交回申請表及繳交學費。
目前以下院校開辦毅進兼讀制課程：
- 明愛社區書院（CICE）
- 香港專業進修學校（HKCT）
- 香港科技專上書院（HKIT）

## 課程內容
- 考核模式包括：個人專題報告、小組專題報告、測驗、考試、每科不能少於80%出席率、課堂表現。
- 如於個別科目未能取得及格的成績，可以兼讀制形式重讀該科目
- 選修群組（即三個選修科目）必須於同一院校修畢

### 結構
各間院校開辦的課程有五科相同的核心單元，及三科選修單元。各間開辦院校有不同的選修單元可供選擇。
|              | 科目         | 時數                      | 介紹片段 |
| ------------ | ------------ | ------------------------- | -------- |
| 核心單元     | 中文         | 120小時，包括30小時普通話 | [ 6 ]    |
| 核心單元     | 英文         | 120小時                   | [ 7 ]    |
| 核心單元     | 數學         | 60小時                    | [ 8 ]    |
| 核心單元     | 人際傳意技巧 | 60小時                    | [ 9 ]    |
| 核心單元     | 通識         | 60小時                    | [ 10 ]   |
| 三科選修單元 | 三科選修單元 | 各60小時共180小時         |          |

### 選修單元

#### 延伸數學單元
毅進文憑多加了延伸數學選修單元。修畢此單元的學員獲頒發的毅進文憑，將獲接納為符合報考以中學文憑試5科（包括中國語文、英國語文和數學科）第2級成績為入職學歷的公務員職系的要求，這些職級包括助理文書主任、助理稅務主任及二級物料供應員等。

## 開辦院校
- 嶺南大學持續進修學院（LIFE）
- 香港浸會大學持續教育學院（HKBU SCE）
- 香港都會大學李嘉誠專業進修學院（HKMU LiPACE）
- 明愛社區書院（CICE）
- 職業訓練局工商資訊學院（SBI）
- 香港專業進修學校（HKCT）
- 香港科技專上書院（HKIT）

## 學費及資助
毅進文憑的學費介乎37,940至40,440港元不等。另外，部份選修科目需要繳交教材費用。
全日制或兼讀制毅進文憑課程的合資格學員，凡成功修畢一個科目（即出席率達80%及整體評核及格），均可獲發還有關科目的30%學費。
清貧的毅進文憑學員可向學生資助處申請半額或全額學費發還、學生車船津貼等資助、上網費津貼計劃、擴展免入息審查貸款計劃。